# Protolestes fickei
Protolestes fickei – gatunek ważki z monotypowej rodziny Protolestidae. Endemit Madagaskaru występujący we wschodniej i północnej części wyspy.